# ウォーク・オン (U2の曲)
「ウォーク・オン」（Walk on）は、U2が2000年に発表したアルバム『オール・ザット・ユー・キャント・リーヴ・ビハインド』に収録されている曲で、シングルリリースされた。

## 概要
U2のメンバーがダブリン名誉市民を授与されたとき、同時にアウンサンスーチー氏にも授与されたのだが、そのとき、初めてスーチー氏の名前を知ったメンバーは、彼女の半生に感銘を受け、この曲を書き上げた。元々は「Home」という曲ともう1つ他の2つの曲だったのだが1つに繋げた。イントロ部分にアルバムタイトルのAll That You Can't Leave Behindという文句が使われている。なおラノワはもっと低いキーで始まる別ヴァージョンのほうが好きだったらしいのだが、ラジオ受けしそうなこの最終ヴァージョンが選ばれたのだという。
アウンサンスーチー賛歌のこの曲が収録されていたことにより、当時アウンサンスーチーが幽閉中だったミャンマーでは発売禁止となり、ミャンマー国内に持ち込むと2～30年の懲役刑が課せられることとなったため、U2.comにはその旨の注意文が記載された。

## 収録曲
Version 1 CD（UK盤）
1. Walk on (Video Version)
2. Where The Streets Have No Name (Live From Boston, 6th June 2001)
3. Stay (Faraway, So Close!) (Live From Toronto, 25th May 2001)

Version 2 CD（ヨーロッパ盤）
1. Walk on (Single Version)
2. Stuck in a Moment (Acoustic)
3. Stuck in a Moment (Video)

Version 3 CD（UK盤）
1. Walk on (Video Version)
2. Where The Streets Have No Name (Live From Boston, 6th June 2001)
3. Stay (Faraway, So Close!) (Live From Toronto, 25th May 2001)
4. Gone (Live From Boston, 6th June 2001)

Version 4 CD（オーストラリア盤）
1. Walk on (Single Version)
2. Stuck in a Moment (Acoustic)
3. Elevation (Vandit Club Mix)
4. Stuck in a Moment (Video)

Version 5 CD（カナダ盤）
1. Walk on (Edit)
2. Beautiful Day (Live from Farmclub.com)
3. New York (Live from Farmclub. com)

Version 6 CD（カナダ盤）
1. Walk on (Single Version)
2. Beautiful Day (Live from Farmclub.com)
3. New York (Live from Farmclub. com)
4. Big Girl are the Best
5. Beautiful Day (Quincey and Sonance Mix)

Version 7 CD（カナダ盤）
1. Walk on (Single Version)
2. Big Girl are the Best
3. Beautiful Day (Quincey and Sonance Mix)

Version 8 DVD（UK盤）
1. Walk on (Single Version)
2. 4 × 30s Clips from Elevation 2001 Live from Boston
3. Walk on (video)

## アウンサンスーチーとの決裂
2010年11月3日にスーチーが解放された時、ボノは次のようにコメントした。
彼女は人間としての基本的な自由を剥奪された生活を送りながら、ビルマ国民や支持者らの心のなかでは活き活きと生きてきたのであって、その結果、さまざまなことを達成もしてきたんだ。ビルマの人々の利益をなによりも優先することによって、彼女は弾圧者側とはあまりも対照的な人生を強いられてきた。でも、そんな彼女の闘争は人間性のあらゆる側面を、人間にはなにがなしうるのかということを、つまり、その最善のことから最悪のことまでひっくるめて象徴することにもなったんだ。そんな彼女の奥ゆかしさは圧政を強いる政府側には怒りの種でしかなかったんだよ。ビルマの資源を貪るだけで国民を貧困と飢えにさらしたままにしてきただけの政府だけにね。
2009年から2011年にかけて行われた360度ツアーでは、この曲を演奏する際、大画面にスーチーの姿を映し出し、スーチーのお面を被った人々がステージに上るというパフォーマンスを行った。
2012年、スーチーがアムネスティ・インターナショナルの「良心の大使」賞を受賞した時、授賞式ではボノがプレゼンターを務めた。また同年、ボノはダブリンで彼女のためにエレクトリック・ビルマというアイルランドのミュージシャンを集結したイベントを開催して、彼女を招待した。
しかし2017年、ロヒンギャ危機が起きると、ボノは「マーティン・ルーサー・キングが言ったように、“最大の悲劇は、悪人の圧制や残酷さではなく、善人の沈黙である”」「スーチー氏の沈黙が同意のように見え始めている」と述べて、絶交宣言をした。2021年のクーデターでスーチーが再び拘束された時もボノは何もコメントしなかった。

## PV

### European Version
- 監督：ジョナス・アカーランド
- ロケ地：Museu de Arte Moderna, Escadaria Selaron, PROJAC rede Globo, Corcovado Helipad（リオデジャネイロ）
- 撮影日：2000年11月22日
- リリース日：2000年11月22日

当初「Walk on」のPVはロンドンで撮影したNorth American Versionを使う予定だったが、アルバムのプロモーションで訪れたリオデジャネイロでのあまりの歓迎ぶりに感嘆したバンドは、急遽、リオで新たなPVの撮影を行った。Globo TVというテレビ局で演奏したシーンが使われているが、この時演奏したのは「Walk on」ではない。撮影はリオのあちこちで行われたが、雨で撮影が中断した際、ボノが集まったファンと「Summer Rain」を一緒に歌う一幕があった。こちらにPVはヨーロッパで流された。

### North American Version
- 監督：リズ・フリードランダー
- プロデューサー：ティム・ケリソン
- ロケ地：ロンドン
- 撮影日：2001年2月26日
- リリース日：2001年3月1日

## アウトアピアランス
- America: A Tribute to Heroes (2001) - 2001年9月21日にアメリカで放送された9・11テロ犠牲者追悼番組「A Tribute to Heroes」のコンピ。U2はロンドンから衛星中継で参加し、デイブ・スチュワート、ナタリー・インブルーリア、エッジの妻・モーリー・スタインバーグらとともに、「Peace on Earth / Walk On」を演奏した。このパフォーマンスは2003年グラミー賞Best Rock Performance by a Duo or a Groupにノミネートされた。ローリングストーン誌は、2004年にこの番組を「ロックの歴を変えた50の瞬間」に選び、この番組は2005年のハリケーン・カトリーナ被害者救済番組「Shelter from the Storm」、2010年のハイチ地震被害者救済番組Hope for Haiti Nowの雛形となった。このCDはDVDと同時にリリースされ、収益はテロ被害者救済の基金に全額寄付された。
- Burma Soldier (2010) - 17歳で軍隊に入ったミャンマー人男性のドキュメンタリー。ナレーションはコリン・ファレルで、HBOで放送された。U2は「Walk On (Full Acoustic Version)」 と「Walk On (Edited Film Version)」を提供。ボノのボーカルは取り直されたもので、ポール・ブリルという人物がアレンジしている。映画は2011年アカデミー賞ベスト・ドキュメンタリー部門にノミネートされている。
- フジテレビ系『F1グランプリ2010』（2010）- エンディング曲に使われた。
- Songs for Japan (2011) - 東日本大震災被害者救済チャリティアルバム。U2は「Walk on」を提供。

## 評価
- 2001年ヴィレッジ・ボイスPazz＆Jopシングルリスト第21位[8]
- 2002年グラミー賞最優秀レコード賞 - 同じアルバムから2年連続グラミー賞を受賞するのは史上初。
- 2002年メテオラ・ミュージック・アワード最優秀アイリッシュロックシングル